# Gina Mantegna
Gina Cristine Mantegna, mais conhecida como Gia Mantegna (Manhattan, 17 de abril de 1990) é uma atriz americana, filha de Joe Mantegna.

## Biografía
Gina nasceu em Nova York e se mudou para Los Angeles onde vive com seus pais, Joe Mantegna e Arlene Vrahl e sua irmã Mia. Enquanto crescia treinava para ser ginasta e para dançar ballet ou dança clássica.

## Filmografia
- The Secret Life of the American Teenager (TV series) (Season 1-2-3) - Patty Mary
- Criminal Minds (TV series) (2008) - Lindsey
- The Neighbor[1] (2007) - Ally
- All I Want for Christmas (2007) (TV) - Mary
- In the Land of Women[1] (2007) - Teenage Girl #3
- Unaccompanied Minors[1] (2006) - Grace Conrad
- Murder Book (2005) (TV) - Claire Gilroy
- 13 Going on 30[1] (2004) - Gina
- Tio Nino[1] (2003) - Gina Micelli